# Israel Alexander Smith
Israel Alexander Smith (Plano, Illinois; 2 de febrero de 1876 – Lamoni, Iowa; 14 de junio de 1958) fue el cuarto hijo de Joseph Smith III y nieto de Joseph Smith, Jr., el fundador del Movimiento Santo de los Últimos Días. Israel Un. Smith sucedió a su hermano, Frederick M. Smith, como Profeta–Presidente de la Iglesia Reorganizada de Jesucristo de los Santos de los Últimos Días (ahora conocidos como la Comunidad de Cristo) el 9 de abril de 1946.

## Vida y carrera
Smith nació en Plano, Illinois el 2 de febrero de 1876, el tercer varón y cuarto hijo de Joseph Smith III y su segunda mujer Bertha Madison. En 1881,  se trasladó con su familia a Lamoni, Iowa, el sitio de una colonia en crecimiento de la Reorganización de los Santos de los Últimos Días. Asistió a Graceland Universidad de 1898 a 1900 y más tarde recibió una licenciaturaen leyes en la Universidad Lincoln-Jefferson, de Hammond, Indiana. De 1911 a 1913 sirvió como Republicano en la Cámara de Representantes de Iowa.
El hermano de Smith, Frederick, llegó a ser el Profeta-Presidente en 1914. Smith llegó a ser consejero en el Obispado Presidente en 1920. En 1922, muchos creyeron que Smith sería llamado para llenar una vacante en la Primera Presidencia, pero Frederick, en cambio, llamó a Floyd M. McDowell. Frederick también introdujo el concepto de "Supremo Control Direccional," al qué Israel se oponía como contrario a las enseñanzas de su padre, Joseph Smith III. En 1925, Israel fue relevado del Obispado Presidente. 
Entretanto, el Supremo Control Direccional y otros cambios relacionados al liderazgo de Frederick precipitó un cisma. Muchos miembros, incluyendo a Otto Fetting, renunciaron a la Reorganización y se unieron a la Iglesia de Cristo (Lote del Templo).
De 1929 a 1940, Israel sirvió como secretario general de la iglesia y en 1940, fue finalmente llamado para llenar una vacante como Primer Consejero en la Primera Presidencia. Frederick también designó a Israel como su sucesor en este tiempo. En 1946, a la muerte de Frederick, Israel llegó a ser Profeta -Presidente de la Iglesia.
El fin de Segunda Guerra Mundial, vio una expansión mayor de la Iglesia en el extranjero. En 1950, Smith hizo un viaje al Pacífico, visitando miembros de la Iglesia en Hawái, Australia, Nueva Zelanda y Tahití. En 1952,  visitó ramas de la Iglesia en Europa.
Smith murió en un accidente automovilístico el 14 de junio de 1958 mientras conducida al norte a lo largo de la Carretera 69, de EE.U.U. de Independence, Misuri a Lamoni, Iowa. Después de su muerte, la Primera Presidencia continuó funcionando, compuesta por los dos consejeros: W. Wallace Smith y F. Henry Edwards hasta que una Conferencia Mundial de la iglesia confirmó a W. Wallace Smith como el sucesor de su hermano más tarde ese otoño.